# Пушья (накшатра)

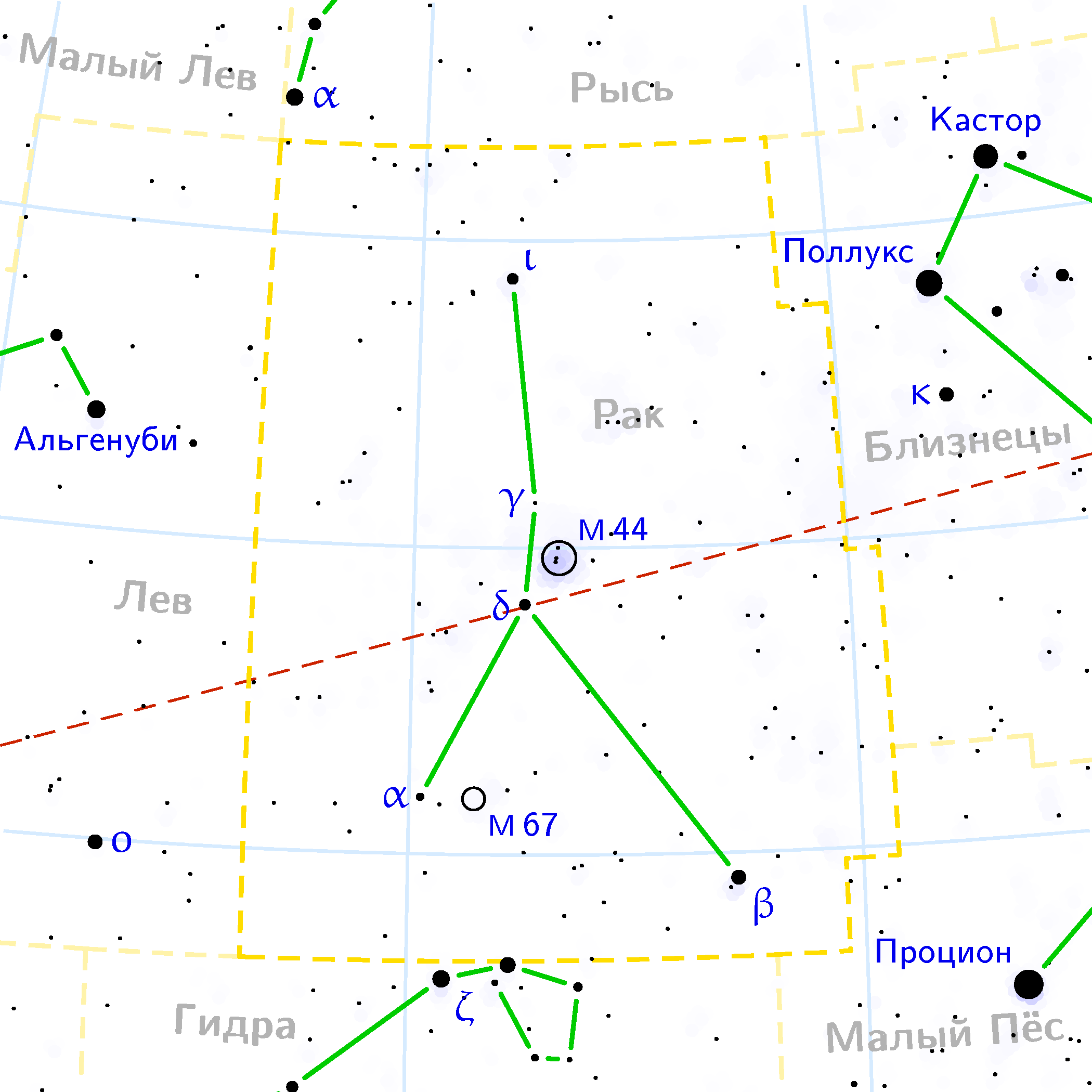
Созвездие Рака в котором расположена накшатра Пушья

Пу́шья (санскр. पुष्य, IAST: Puṣya, «кормилец», «цветок») — это восьмая накшатра из классического списка лунного цикла (всего 27 накшатр) в индийской астрологии, склонение от +3° 20′ до +16° 40′ Карката раши, соответствует звёздам γ (+11° 51′ 27″), δ (+18° 09′ 15″) и θ (+18° 05′ 39.90″, в настоящее время вышла за пределы классических цифр накшатры) в зодиакальном созвездии Рака.

## Другие названия
Пушья имеет разные названия в зависимости от языковых, культурных, религиозных традиций и особенностей произношения:
- Сидхья на маратхи सिद्ध्या, IAST: Siddhyā, перевод: «изобилие» — древнеиндийское название
- Тишья на гудж. सिद्ध्या, IAST: Tiśyā, перевод: «женское начало» — древнеиндийское название
- Пушья на телугу పుష్య, транс.: Puṣya
- Пусам на там. பூசம், транс.: Pūcam
- Пуям на малаял. പൂയം, транс.: pūyaṁ
- Гьяль на тиб. , Вайли: rgyal, перевод: «царь»
- Гуй сю на кит. 鬼宿[англ.], Пиньинь: Guǐ xiù, перевод: «бес»

## Описание
В сидерический период обращения Луны (лунный год) эта восьмая стоянка проецируется на звезды γ, δ и θ в зодиакальном созвездии Рака на видимой части звездного неба.
- Управителем[3] этой накшатры является планета Шани (Сатурн)
- Символы[3] — коровье вымя, лотос, стрела и круг
- Божество[4] — Брихаспати — божественный жрец

В индийском зодиаке данная часть сидерического периода соответствует месяцу Карката.
В настоящее время по западному зодиаку соответствует склонению от +29° 20′ в зодиакальном созвездии Рака до +12° 40′ в зодиакальном созвездии Льва.

## Традиции
Традиционные индийские имена определяются тем, в какой паде (четверти) накшатры находился Асцендент ASC (Лагна) во время рождения ребёнка. Каждая из накшатр занимает 13° 20′ эклиптики и делится на па́да (четверти) по 3° 20′. В случае с накшатрой Пушья имя будет начинаться со следующих слогов:
|              | 1-я пада | 2-я пада | 3-я пада | 4-я пада |
| ------------ | -------- | -------- | -------- | -------- |
| Начало имени | हु Ху     | हे Хе     | हो Хо     | ड Да     |